# Донгнайтхыонг
Донгнайтхыо́нг (вьет. Đồng Nai Thượng — «верхний Донгнай»; фр. Haut-Donnaï) — вулканическое поле в провинции Ламдонг, Вьетнам.
Расположено к северо-востоку от Хошимина. Альтернативное название — плато Зилинь (Cao nguyên Di Linh).
Диаметр поля составляет 70 X 150 км. Местность покрыта застывшими лавовыми потоками. Наиболее чётко выражен рельеф в восточной части.
Точный период образования не установлен, предположительно возникло либо в позднем плейстоцене, а возможно и в современный период.